# سن-شامون
شهر سن-شامون (به فرانسوی: Saint-Chamond) در شهرستان لوآر در ناحیه رون-آلپ با جمعیت ۳۵٬۶۰۸ نفر در کشور فرانسه واقع شده‌است